# 5057 Weeks
5057 Weeks este un asteroid din centura principală de asteroizi.

## Descriere
5057 Weeks este un asteroid din centura principală de asteroizi. A fost descoperit pe 22 februarie 1987 la Observatorul La Silla de Henri Debehogne. Asteroidul prezintă o orbită caracterizată de o semiaxă mare de 3,12 ua, o excentricitate de 0,15 și o înclinație de 7,0° în raport cu ecliptica.